# Lycoriella crassisetosa
Lycoriella crassisetosa är en tvåvingeart som beskrevs av Shah Mashood Alam och Gupta 1993. Lycoriella crassisetosa ingår i släktet Lycoriella och familjen sorgmyggor. Inga underarter finns listade i Catalogue of Life.